# گیبون کاکل‌سیاه شرقی
گیبون کاکل‌سیاه شرقی (نام علمی: Nomascus nasutus) نام یک گونه از سرده نوماسکوس است.